# Cmentarz wojenny w Łańcuchowie
Cmentarz wojenny w Łańcuchowie – zabytkowy cmentarz z okresu I wojny światowej znajdujący się w powiecie łęczyńskim, w gminie Milejów. 
Cmentarz usytuowany jest na północno-zachodnim skraju miejscowości, w pobliżu zakoli i rozlewisk Wieprza, na terenie Nadwieprzańskiego Parku Krajobrazowego. Znajduje się tuż przy drodze gminnej do Wólki Łańcuchowskiej, nieomal naprzeciw cmentarza parafialnego. 
Nekropolia ma kształt zbliżony do prostokąta. Według informacji zawartych na jej tablicy informacyjnej, na cmentarzu pochowano około 80 żołnierzy austriackich i niemieckich z 79 i 92 pułku piechoty oraz 10 pułku artylerii polowej. Na cmentarzu pochowano także około 50 żołnierzy rosyjskich. Jego punktem charakterystycznym jest kurhan, kryjący wspólną mogiłę żołnierzy rosyjskich i niemieckich, zwieńczony drewnianym krzyżem. Z prawej (wschodniej) strony kurhanu znajduje się 5 kamiennych, imiennych nagrobków żołnierzy niemieckich, poświęconych następującym osobom (oficerom):
- Leutnant Heinrich Borgmeyer, inf. regt. 79.6. komp., 2.08.1915
- Leutnant Hermann Grote, inf. regt. 59.5. K, 31.07.1915
- Leutnant Fritz Heydenreich, inf. regt. 79.4. K, 8.08.1915
- Leutnant u. Batl. AdJ. Gerhard Korfes, II Batl. J.P. 92, 31.07.1915
- Leutnant D.P. Hans Arnold Sachse, F. Artl. Rgt. 10.4 K, 31.07.1915